# El bosque azul
El bosque azul es una fábula escrita por el periodista y escritor uruguayo Constancio C. Vigil (Rocha, Uruguay; 4 de septiembre de 1876 - Buenos Aires; 24 de septiembre de 1954) que se publicó por primera vez en 1943 por la editorial Atlántida contando con varias ediciones, la mayoría ilustradas por Federico Ribas. La fábula trata sobre una asamblea llevada a cabo en un bosque secreto denominado el Bosque Azul, donde los animales debaten si deben o no dejar entrar al mundo a un raro espécimen con un nombre prácticamente inpronunciable, muliñandupelicascaripluma.

## Argumento
La fábula cuenta que desde el comienzo de los tiempos, los animales de la creación ingresaron al mundo por alguna de las tres diferentes puertas de entradas que existen, cada una destinadas al ingreso de las diferentes especies dependiendo de si son terrestres, acuáticas o voladoras. De esa manera, el león, el mono, el elefante y el tigre principalmente, fueron intercambiando los roles de guardianes de las puertas para vigilar e impedir que animales inútiles entren al mundo.
Para no ser molestados y debatir democráticamente sobre cuáles eran los parámetros y decisiones a tomar en cuenta para admitir o rechazar a los candidatos a ingresar, los animales decidieron reunirse en un lugar secreto al conocimiento del ser humano, llamado el Bosque Azul.
En cierta ocasión llegó a las puertas de los animales terrestres un cuadrúpedo completamente desconocido y con un aspecto y cualidades atípicas que desconcertó a los porteros. El animal al ser interrogado sobre su nombre, respondió que se llamaba muliñandupelicascaripluma. Al interrogarlo acerca de qué comería o qué función cumpliría en el mundo, el extraño animal daba respuestas de manera superficial, errática o ambiguas. Así es que cuando el elefante le pregunta "- Usted no tiene trompa ¿cómo hace para comer? ¿Y que es lo que come?" el animal le responde "- Como se puede, lo que venga". Ante respuestas tan inespecíficas el elefante considera que la admisión está más allá de sus capacidades y llama al león, el cual al preguntarle "¿Cuál son los servicios que prestará usted en el mundo?" el visitante contesta  "- Los que me correspondan". El león desconcertado prefirió que sea el mono el que se encargase de tan embrollado asunto y luego de que el primate lo interrogase y recibiera por contestación las mismas respuestas erráticas, con el agravante de que éste advierte que el amorfo ser pretendía ser servido por los otros, ante lo cual el mono le advierte que "- Aquí no se dá nada y cada uno debe de arreglárselas como pueda" al tiempo de considerar el nombre de ese ser como un ardid para engañar a los demás animales, estos decidieron debatir el asunto en el Bosque Azul y no dejar entrar al extraño espécimen hasta no llegar a una adecuada resolución sobre cuál sería su modo de vida.
El debate lleva a que muchos animales saquen a luz sus problemas personales, pleitos con otros animales o cuestiones discriminativas haciendo que el asunto del "muliñán", epíteto con el cual deciden finalmente llamar al candidato por lo difícil e irrelevante de su largo nombre, sea algo imposible de decidir. 
Hacia el final del debate, si bien algunos animales argumentaban que el muliñán podría alimentarse de mosquitos debido a que esos insectos, al igual que los piojos y pulgas no habían entrado formalmente al mundo sino de intrusos aferrados al pelo de los demás animales, sin embargo, como los animales ya habían condenado a muerte a los mosquitos, la resolución de la asamblea fue la de rechazar al muliñan a entrar al mundo bien sea por las buenas o por las malas, debido a que ese extraño ser no serviría para nada.

## Ilustradores
Además del prácticamente omnipresente Federico Ribas en las obras de Vigil, el cual ilustró la totalidad  de las ediciones que la editorial publicó entre 1943 y 1956, período en el cual se produjeron 5 tiradas,.luego durante la década de 1970 editorial Atlántida editó una nueva tirada con ilustraciones a cargo de Leonardo Haleblian. Posteriormente ya en los 90s y hasta la actualidad, Atlántida volvió a sacar a la luz otras ediciones del libro con ilustradores variados.

## Las características del muliñan
El muliñandupelicascaripluma o muliñán se presenta como un animal de aspecto algo similar a un ñandú pero con cuatro patas, cuerpo con caparazón similar al de un armadillo o mulita, plumas y escamas no pudiendo ser identificado como ninguna especie de animal conocido, y con la única salvedad de que se trataba de una especie terrestre.

## En la cultura popular
En Argentina un jardín maternal de la localidad de Monte Grande en la Provincia de Buenos Aires lleva el nombre de "El bosque azul". También en la misma provincia existe un complejo de cabañas bajo la denominación de Bosque Azul en el balneario Mar Azul del partido de Villa Gesel. Dentro de la música popular, la cantautora Mune, quien se inspira para sus composiciones en mundos mágicos, tituló a uno de sus álbumes "Bosque Azul". A su vez existe una agrupación musical de rock oriunda de Rosario que editó un álbum que lleva el nombre del exótico animal Muliñandupelicascaripluma. Una de sus composiciones se titula como el libro homónimo.